# منتخب سريلانكا للكريكت
منتخب سريلانكا الوطني للكريكت هو المنتخب الذي يمثل سريلانكا في المنافسات الدولية لرياضة الكريكت، والذي يقوم إتحاد سريلانكا للكريكت بإدارة شؤونه ،يعتبر من أقوى منتخبات الكريكت في العالم. حيث تمكن من الفوز بكأس العالم للكريكيت في سنة 1997 ويحتل حالياً المركز السابع في التصنيف العالمي لمنتخبات الكريكت.